# Klobusiczky Péter
Klobusici Klobusiczky Péter (Fehérgyarmat, 1752. június 26. – Kalocsa, 1843. július 2.) szatmári püspök, kalocsai érsek.

## Élete
Klobusiczky László megyei főszolgabíró, földbirtokos és kölcsei Kende Anna fia. Tanulmányait Nagykárolyban kezdte, majd Kassán és Nagyszombatton folytatta. 1769-ben a Jézus Társaság trencséni novíciátusába lépett be, melynek befejezése után Győrött, majd ismét Nagyszombatban tanult. 1771. szeptember 15-én tette le a fogadalmat. A Jézus Társaság feloszlatása, 1773 után a nagyváradi egyházmegyébe lépett és 1774. szeptember 25-én pappá szentelték.
Első miséjét Debrecenben tartotta. Gyorsan egymásután püspöki titkár, majd Váradolaszi plébánosa lett és amikor püspöke, Kollonich László 1787-ben kalocsai érsek lett, magával vitte őt titkári posztjában. 1790-ben kalocsai plébánossá, majd még abban az évben kanonokká nevezték ki. Később a káptalant az országgyűlésen képviselte. 1807. július 10-én szatmári püspökké és szentjobbi apáttá avatták, majd végül 1821. december 18-án kalocsai érsek lett. Még ebben az évben megyei zsinatot tartott.
1822-ben valóságos belső titkos tanácsossá, 1825-ben a hétszemélyes tábla tagjává nevezték ki. 1827-ben a Lipót Rend nagykeresztjét nyerte el. 1832-36-ban az országgyűlés felső tábláján nagy erélyt fejtett ki a katolikus ügyek védelmében. Nagy vendégszerető volt, s ezt bizonyítandó püspökségének négy éve alatt 70 000-en fordultak meg nála, ő maga pedig sokat bőjtölt és szűken táplálkozott. Az 1831. évi nagy kolera idején az egész város szegényeit ő látta el rumfordi levessel, és ő gondoskodott a halottak eltakarításáról. Minden ájtatosságot, körmenetet egész éven át ő maga vezetett. Még 90 éves korában is prédikált Úrnapján és ekkor utoljára.
Arcképe: rézmetszet Ehrenreichtől 1843.

## Munkái
- Halottas praedikáczió, melyet mélt. béró Perényi Francziska asszony ... Beőthy Mihály úrnak ... elmaradott özvegye temetése alkalmatosságának 1779. eszt. Szent-András havának 6. napján... mondott. Nagyvárad
- Prédikáczió, melyet... Bihar vármegyebéli Tamásda helységben ... Baranyi Mihály úr által megújjéttatott régi templomnak meg szenteltetése alkalmatosságával... 1780. eszt. mondott. Uo.
- Prédikáczió, melyet... Bihar vármegyebéli Marczi-háza helységben ... Kazsui Súghó György... által fel-állíttatott templomnak meg-szenteltetése alkalmatosságával mondott ... 1782. eszt. Uo.
- Halottas prédikáczió, melyet mélt. gróf Hallerkői Haller Péter úr Kraszna vármegye főispánjának temetése alkalmatosságával Mező-Telegden 1784. Boldogasszonyhavának 17. napján mondott. Ugyan ott
- Prédikáczió, melyet ... Szentivány József consiliarius úrnak el temettetése alkalmatosságával ... 1787. Boldogasszony havának 13. napján Várad-Olasziban mondott. Uo.
- Kempis Tamás Krisztus követéséről írt könyvének az esztendő minden napjaira válogatott tanítási. Pozsony, 1787
- Halottas beszéd, melyet azon alkalmatossággal, midőn néh. Nagy-Károlyi gróf Károlyi Antal úr 1791. eszt. gyászos egyházi szertartással eltemettetett, utánnavaló napon Szent-Mihály havának 26. Kaplonyban mondott. Pest és Pozsony, 1792
- Halottas beszéd, melyet azon alkalmatossággal, midőn néh. mélt Nagy Károlyi gróf Károlyi József úr ő nagysága ns. Szathmár vármegyei Kaplony nevezetű helységben 1803. eszt. Pünkösd havának 23. napján gyászos egyházi szertartással eltemettetett, utána való napon mondott. Bécs, 1803
- Egyházi beszéd, melyet a kalocsai ájtatos iskolák szerzete templomának felszentelése alkalmatosságával 1804. eszt. Kisasszony havának 27. napján mondott. Kalocsa
- Egyházi beszéd, melyet mélt. és főt. Klobusiczky Péter szatmári megyés püspök... a midőn ő herczegsége Hessen-Homburg megye lovas ezredjének négy új zászlóit szentelné, ugyan ezen ünnep alkalmatosságával szab. kir. Debreczen városa mezején 1819. szept. 26. élő nyelvvel mondott. Debreczen, 1819
- Sermo per archiepiscopum Colcensem occasione installationis suae ad clerum et populum suae archidioecesis, die 6. Aug. anno 1822. dictus. Pestini, 1822
- Sermo exc., ac rev. dni P. K. de eadem, archiepiscopi Colocensis ad synodum in ecclesia S. S. Salvatoris Posonii die 16. Octobris 1822. Posonii, 1822
- Sermo suae excell. dni Archi episc. Colocensis ... post publicationem sanctionatorum Articulorum in mixta statuum et ordinum regni die 18. Aug. 1827. celebrata comitiali sessione habitus (A Hazai s külf. Tudósítások 1827. II. 20. sz. közölve)
- Reggeli és esteli imádság. Mely a szent emlékül Klobusiczky péter előbb szatmári püspök, utóbb kalocsai érsek udvarában naponkint végeztetett. Kalocsa, 1891 (K. életrajzával)

Bedcsula (Vita P. Klobusiczky 281-372. l.) munkáiból közli: Ex exerciciis Octiduanis Anni 1772. Jaurina, Patachich Ádám tiszteletére írt latin odáját Nagyváradon (1773); latin epitaphiumát és egyetemnek Budára áthelyezése alkalmából 1777.; latin beszédeit 1822. aug. 6. (ugyanakkor magyar beszédét is), okt. 16., 1825., 1826., Literae pastorales 1823. és kelet nélkül; Archi-Duci Palatino (Acta Comitiorum 1832-33.); Salutatio Divi Francisci I. (két beszéd Uo.); Encyclicae de anni 1834 m. Jan., m. Oct. és 1842. m. Mart.; Nuntium de obitu Francisci I. 1835. 10. Martii.